# Finnix
Finnix — дистрибутив Linux, основанный на Debian и распространяемый как Live CD. Разработан Ryan Finnie и предназначен для использования системными администраторами для выполнения различных задач, таких как восстановление файловой системы, мониторинг сети и установка ОС. Finnix это относительно маленький дистрибутив, размер образа ISO составляет приблизительно 100 Мб. Finnix доступна для архитектур: x86, x86-64, PowerPC, User Mode Linux и Xen. Может запускаться с CD, USB, жёсткого диска или прямо по сети (PXE).
Торговая марка Finnix официально зарегистрирована в 2007 году.

## История
Finnix начал разрабатываться в 1999 году, поэтому он является одним из самых старых дистрибутивов Linux, полностью загружаемых c CD (другой — Linuxcare). Finnix 0.01 был основан на Red Hat Linux 6.1 и был создан для помощи в администрировании и восстановлении других систем Linux, находившихся на работе Finnie. Первый общедоступный релиз (версии 0.03) был опубликован в начале 2000 года и был основан на обновлённом Red Hat Linux 6.2. Несмотря на то, что ISO-образ занимал 300 Мб и требовал 32 Мб ОЗУ (что, учитывая тогдашнюю цену на оперативную память и дорогой интернет было слишком дорого для широкой публики), Finnix пользовался довольно заметным успехом — 10000 загрузок. После версии 0.03 разработка прекратилась и Finnix не двигался вперёд до 2005 года.
23 октября 2005 года состоялся релиз Finnix версии 86.0 Р
18 апреля 2017 года в блоге, посвящённом дистрибутиву, появилось сообщение о планах дальнейшего развития. В частности, было отмечено что поддержка архитектур i386 и PowerPC прекращается; последующие версии дистрибутива будут поддерживать только процессоры на архитектуре amd64.

## Использование
Finnix доступен как небольшой разгружаемый ISO-образ. Пользователи могут загружать этот образ, записывать его на CD и загружаться в текстовом режиме окружения Linux. Finnix требует меньше 32 Мб для успешного запуска, но может использовать и больше. Большинство устройств распознаются и инициируются автоматически, например жёсткие диски, сетевые карты и USB-устройства. Пользователи могут изменять файлы почти в любом месте на запускаемом CD, используя файловую систему UnionFS. Любые изменения записываются в оперативную память, а затем, при штатном завершении работы, на CD. Finnix использует также SquashFS для уменьшения размера дистрибутива.
Finnix может полностью загружаться в оперативную память, при условии что её не меньше 192 Мб. Благодаря этому можно освободить лоток CD для других целей. Также возможно размещение на USB или инсталляция на жёсткий диск.
Finnix доступен для различных архитектур. Главная (наиболее популярная) архитектура x86, но почти идентичная функциональность Finnix доступна и для PowerPC. В дополнение к этому поддерживаются системы виртуализации User Mode Linux и Xen.

## Версии
Новые версии выкладываются в среднем каждые 3 месяца, в которые входят новые версии программ из тестового дерева Debian, а также новые функции самой Finnix. Глобальные релизы обычно включают глобальные функциональные изменения, обновления.
| Версия | Дата релиза     | Версия ядра | Пакетов     | Кодовое имя |
| ------ | --------------- | ----------- | ----------- | ----------- |
| 0.03   | 22 Марта 2000   | 2.2.12      | 242         | нет         |
| 86.0   | 23 Октября 2005 | 2.6.13      | 336         | нет         |
| 86.1   | 21 Ноября 2005  | 2.6.14      | 346/336     | нет         |
| 86.2   | 8 Января 2006   | 2.6.15      | 343/336     | нет         |
| 87.0   | 31 Марта 2006   | 2.6.16      | 356/347     | нет         |
| 88.0   | 2 Августа 2006  | 2.6.17      | 359/349     | Pulaski     |
| 89.0   | 22 Января 2007  | 2.6.18      | 366/359     | Oshkosh     |
| 89.1   | 13 Апреля 2007  | 2.6.18      | 365/359     | Sheboygan   |
| 89.2   | 27 Июля 2007    | 2.6.18      | 365/359     | Crivitz     |
| 90.0   | 23 Октября 2007 | 2.6.22      | 367/362     | Kaukauna    |
| 91.0   | 29 Января 2008  | 2.6.24      | 370/366     | Seymour     |
| 91.1   | 4 Марта 2008    | 2.6.24      | 364/354     | Crivitz     |
| 92.0   | 28 Июля 2008    | 2.6.25      | 360/352     | Shawano     |
| 92.1   | 3 Декабря 2008  | 2.6.26      | 366/356     | Crandon     |
| 93.0   | 11 Августа 2009 | 2.6.30      | 367/356     | Neenah      |
| 100.0  | 28 Октября 2010 | 2.6.32      | 371         | Oconto      |
| 101    | 25 Декабря 2010 | 2.6.36      | 365/359     | Wausau      |
| 102    | 23 Июля 2011    | 3.0         | 371/365     | Algoma      |
| 103    | 23 Октября 2011 | 3.0.6       | 378/372     | Peshtigo    |
| 104    | 14 Февраля 2012 | 3.2         | 387/380     | Appleton    |
| 105    | 13 Июля 2012    | 3.4         | 389/384     | La Crosse   |
| 106    | 29 Октября 2012 | 3.5         | 395/389     | Manitowoc   |
| 107    | 25 Декабря 2012 | 3.6         | 407/400     | Oconomowoc  |
| 108    | 25 апреля 2013  | 3.8         | 410/403     | Elkhorn     |
| 109    | 14 ноября 2013  | 3.10        | 422/414     | De Pere     |
| 110    | 29 мая 2014     | 3.13        | 447/440     | Beloit      |
| 111    | 4 июня 2015     | 4.0         | 464/448/453 | Portage     |